# Liste der Kulturdenkmäler in Mähren (Westerwald)
In der Liste der Kulturdenkmäler in Mähren sind alle Kulturdenkmäler der rheinland-pfälzischen Ortsgemeinde Mähren aufgeführt. Grundlage ist die Denkmalliste des Landes Rheinland-Pfalz (Stand: 21. Dezember 2021).

## Einzeldenkmäler
| Bezeichnung           | Lage                 | Baujahr                            | Beschreibung | Bild                           |
| --------------------- | -------------------- | ---------------------------------- | --- | ------------------------------ |
| Katholische Kirche    | Brückenstraße Lage   | zweite Hälfte des 19. Jahrhunderts | zweiachsiger neugotischer Saalbau, wohl aus der zweiten Hälfte des 19. Jahrhunderts, um 1950 (?) mit Turm verlängert | weitere Bilder Fotos hochladen |
| Dorfgemeinschaftshaus | Brückenstraße 1 Lage | um 1920/30                         | ehemalige Schule; Bruchsteinbau, teilweise verschiefert, eingeschossiges Bruchstein-Nebengebäude, um 1920/30         | Fotos hochladen                |
| Hofanlage             | Ringstraße 2 Lage    | erste Hälfte des 18. Jahrhunderts  | Hofanlage; Fachwerkhaus, teilweise massiv, erste Hälfte des 18. Jahrhunderts, Fachwerkscheune, 18. Jahrhundert       | Fotos hochladen                |